# لکوان (انگوت)
لکوان، روستایی در دهستان دره‌رود شمالی بخش دره‌رود شهرستان انگوت در استان اردبیل ایران است.

## جمعیت
بر پایه سرشماری عمومی نفوس و مسکن در سال ۱۳۹۵، جمعیت این روستا برابر با ۳۴۸ نفر (۹۱ خانوار) بوده‌است.